# Horațiu Cioloboc
Horațiu Cioloboc (n. 29 septembrie 1967, Răciu, jud. Mureș) este un fost mijlocaș român de fotbal.
A jucat pentru echipele:
- Metaloteh Târgu-Mureș (1988-1989)
- ASA Târgu-Mureș (1989-1992)
- Universitatea Craiova (1992-1993)
- Oțelul Galați (1993-1995)
- Universitatea Cluj (1995-1997)
- Gloria Bistrița (1996-1997)
- Universitatea Cluj (1997-1999)
- ASA Târgu-Mureș (1999-2000)
- Gloria Bistrița (2000-2003)

Palmares: În Divizia A a jucat 288 de meciuri și a înscris 49 de goluri. Mai are la activ 84 de jocuri în Divizia B, unde a înscris 86 de goluri.

## Legături externe
- Horațiu Cioloboc la worldfootball.net